# Salomon Brelin
Salomon Brelin, född 1755 och död 1830, var en svensk sjömilitär och hovman.
Brelin blev kapten vid flottan 1807, slottsadjutant 1811 och överstelöjtnant 1816. Brelin har från åren 1809-18 efterlämnat memoaranteckningar, vilka utgavs av Henrik Schück 1900.